# FIFA Soccer 96
FIFA Soccer 96 je sportovní videohra s fotbalovou tematikou vyvinutá a vydaná společností Electronic Arts. Jedná se o třetí díl herní série FIFA. Hra vyšla v listopadu roku 1995 a na obale hry se nachází velšský krajní obránce a křídelník Andy Legg a rumunský záložník Ioan Sabău.

## Hratelnost
Jedná se o první díl herní série, kde jsou jména hráčů licencovaná. Hra také nově nabízí i komentátora pro jednotlivé zápasy, kterým se stal John Motson. Verze hry pro PlayStation, 32X, MS-DOS a Segu Saturn běží na novém herním enginu Virtual Stadium, což umožnilo použití 3D grafiky a techniky motion capture. Verze pro Super NES a Sega Genesis používaly engine z předešlého titulu FIFA Soccer 95.
Do hry přibyly další nové ligy. Nově se zde nachází švédská Allsvenskan, skotská Scottish Premier Division a malajská Liga Perdana. Z fiktivní americké ligy American League vznikla nová kanadsko-americká liga A-League, ve které se nachází 6 fiktivních týmů.
Do hry byly také přidány nové národní týmy, konkrétně Chorvatsko, Kostarika, Island, Ghana, Zambie a Singapur. Národní týmy Indie, Keni, Kataru, Spojených arabských emirátů a Iráku byly ze hry naopak odebrány.
Ve hře také přibyla možnost vytvořit si vlastní tým.

## Ligy a národní týmy

### Ligy
- Anglie Premier League
- Francie Division 1
- Itálie Serie A
- Německo Bundesliga
- Španělsko Primera División
- Nizozemsko Eredivisie
- Brazílie Campeonato Brasileiro Série A
- /  USA / Kanada A-League
- Švédsko Allsvenskan
- Skotsko Scottish Premier Division
- Malajsie Liga Perdana

### Národní týmy
- Alžírsko
- Anglie
- Argentina
- Austrálie
- Belgie
- Bolívie
- Brazílie
- Bulharsko
- Čína
- Česká republika
- Dánsko
- Egypt
- Finsko
- Francie
- Ghana
- Hongkong
- Chile
- Chorvatsko
- Irsko
- Island
- Itálie
- Izrael
- Japonsko
- Jihoafrická republika
- Jižní Korea
- Kamerun
- Kanada
- Kolumbie
- Kostarika
- Lucembursko
- Maďarsko
- Maroko
- Mexiko
- Německo
- Nigérie
- Nizozemsko
- Norsko
- Nový Zéland
- Peru
- Pobřeží slonoviny
- Polsko
- Portugalsko
- Rakousko
- Rumunsko
- Rusko
- Řecko
- Saúdská Arábie
- Severní Irsko
- Singapur
- Skotsko
- Španělsko
- Švédsko
- Švýcarsko
- Turecko
- Ukrajina
- Uruguay
- USA
- Wales
- Zambie